# Araguari
Araguari là một đô thị thuộc bang Minas Gerais, Brasil. Đô thị này có diện tích 2731,632 km², dân số năm 2007 là 110334 người, mật độ 40,2 người/km².